# Fabio Massimo Cacciatori
Fabio Massimo Cacciatori (Asti, 2 dicembre 1961) è un imprenditore e produttore cinematografico italiano.
Attualmente è amministratore delegato e partner di A&G Management Consulting e presidente della società di sviluppo software e sistemi informatici E.magine.

## Biografia
Fabio Massimo Cacciatori nasce ad Asti il 2 dicembre 1961. Consegue la laurea in Economia presso l'Università degli Studi di Torino, con una votazione di 110 e lode con menzione e dignità di stampa.

## Carriera
A partire dal 1988 Cacciatori ha seguito progetti di consulenza per numerose aziende italiane, gestendo ed attuando ristrutturazioni, concorrendo alla realizzazione dei piani strategici di sviluppo aziendale anche internazionali, ma sempre nell'ottica di una crescita sostenibile.
Nominato amministratore delegato (C.E.O), ha elaborato e contribuito a gestire il risanamento e la ristrutturazione del gruppo Versace e di Finpiemonte Partecipazioni.
Cacciatori è stato membro del consiglio di amministrazione di Retroporto Alessandria (2009-2011), presidente di BitronVideo (2005-2011), membro del CdA di De Tomaso (2010), presidente di Finpiemonte Partecipazioni (2009-2010), membro del CdA di Film Investment Piedmont (2009-2010), proprietario ed amministratore delegato di 4Talent Human Capital Services" (2000-2009), fondatore e membro del CdA di EuroPMI (2002-2004), amministratore delegato di Versace S.p.A. (2003), fino a quando lasciò il gruppo a seguito di controversie con la famiglia Versace, e consigliere in Arthur Andersen & Co (1986-1989).
Nel 2006 viene nominato amministratore delegato di Virtual Reality & Multi Media Spa e della controllata Lumiq Studios.
In qualità di produttore e produttore esecutivo ha partecipato a progetti cinematografici nazionali ed internazionali di live action e di animazione 3D.
Dal 2009 al 2013 è stato inoltre coordinatore del Polo della creatività digitale e multimedialità di Torino, con lo scopo di sostenere le imprese del territorio nello sviluppo e nell'attuazione di progetti nell'ambito della tecnologia e del mondo digitale.

## Premi e riconoscimenti
- Rotary - Paul Harris Fellow
- Alfieri di Asti[8]